# Алберих I Сполетски
Алберих I (на италиански: Alberico I di Spoleto; на немски: Alberich I.; * пр. 889; † между 917 и 925) е херцог на Сполето през 898 – 922 г. Той е по произход от франките (или лангобардите).

## Биография
През 889 г. като граф на Фермо и маркграф на Камерино, той е васал на Видо II от Сполето и участва в битката при р.Требия. След това той се включва при Беренгар I и става през проллетта 897 г. маркграф на Сполето.
През 899 г. неговите войски от Камерино и Сполето се бият във войската на Беренгар против унгарците. През 904 г. той е в Рим и участва във връщането на папа Сергий III. По това време се свързва с водещия на римските благородници Теофилакт I от Тускулум и се жени през 905 г. за дъщеря му Марозия. През август 915 г. той има голям успех в битката при Гариляно против сарацините.
Умира между 917 или 925 г. в Орте.

## Фамилия
Алберих I се жени през 905 г. за Марозия († 932) от фамилията Графове на Тускулум, дъщеря на граф Теофилакт I от Тускулум и Теодора I. Те имат децата:
- Алберих II (* 915; † 31 август 954), принц на Рим и сенатор, princeps ac senator omnium Romanorum, женен за Алда Млада, дъщеря на крал Хуго I Арлски и сестра на Лотар II, крал на Италия (946 – 950).
- Константин († сл. 14 януари 945)
- Сержио, епископ на Неапол († пр. 963)
- вероятно и на папа Йоан XI (* 910? г.; обаче по повечето източници той е нелегитимен син на Марозия и папа Сергий III)

Алберих I е дядо на Октавиан, бъдещият папа Йоан XII.